# Ilex pedunculosa
Ilex pedunculosa är en järneksväxtart som beskrevs av Friedrich Anton Wilhelm Miquel. Ilex pedunculosa ingår i släktet järnekar, och familjen järneksväxter. Utöver nominatformen finns också underarten I. p. taiwanensis.

## Bildgalleri

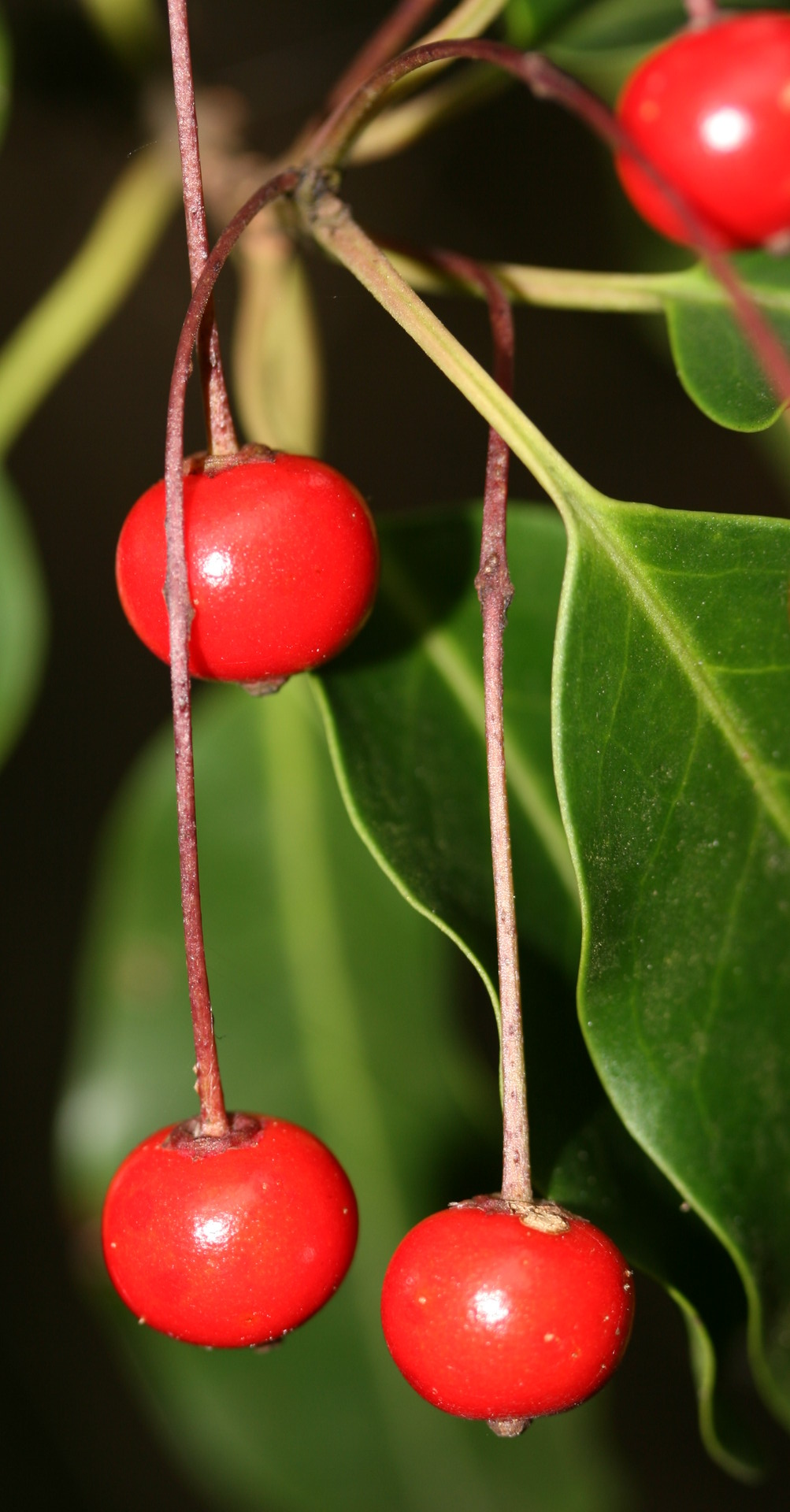
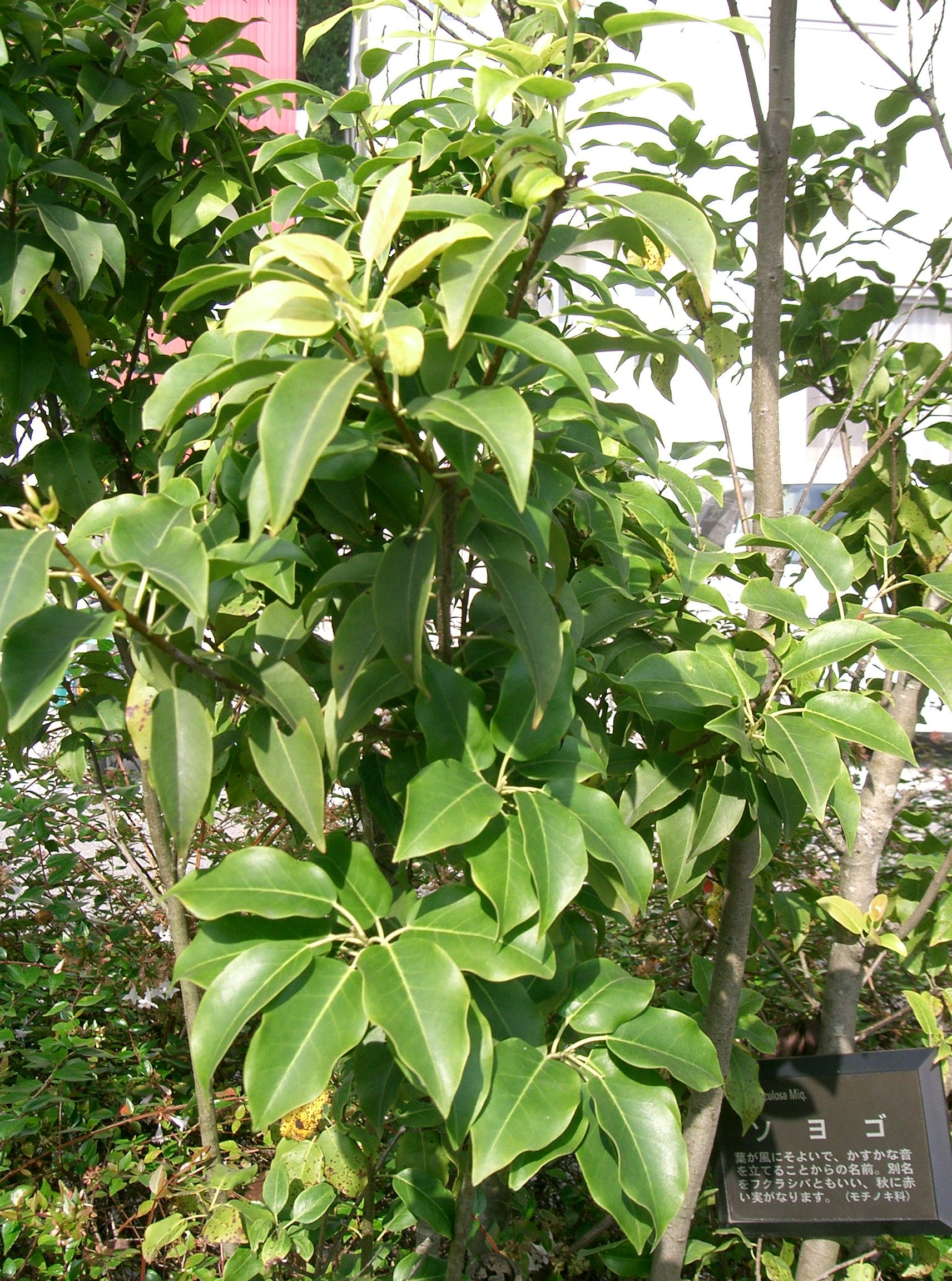
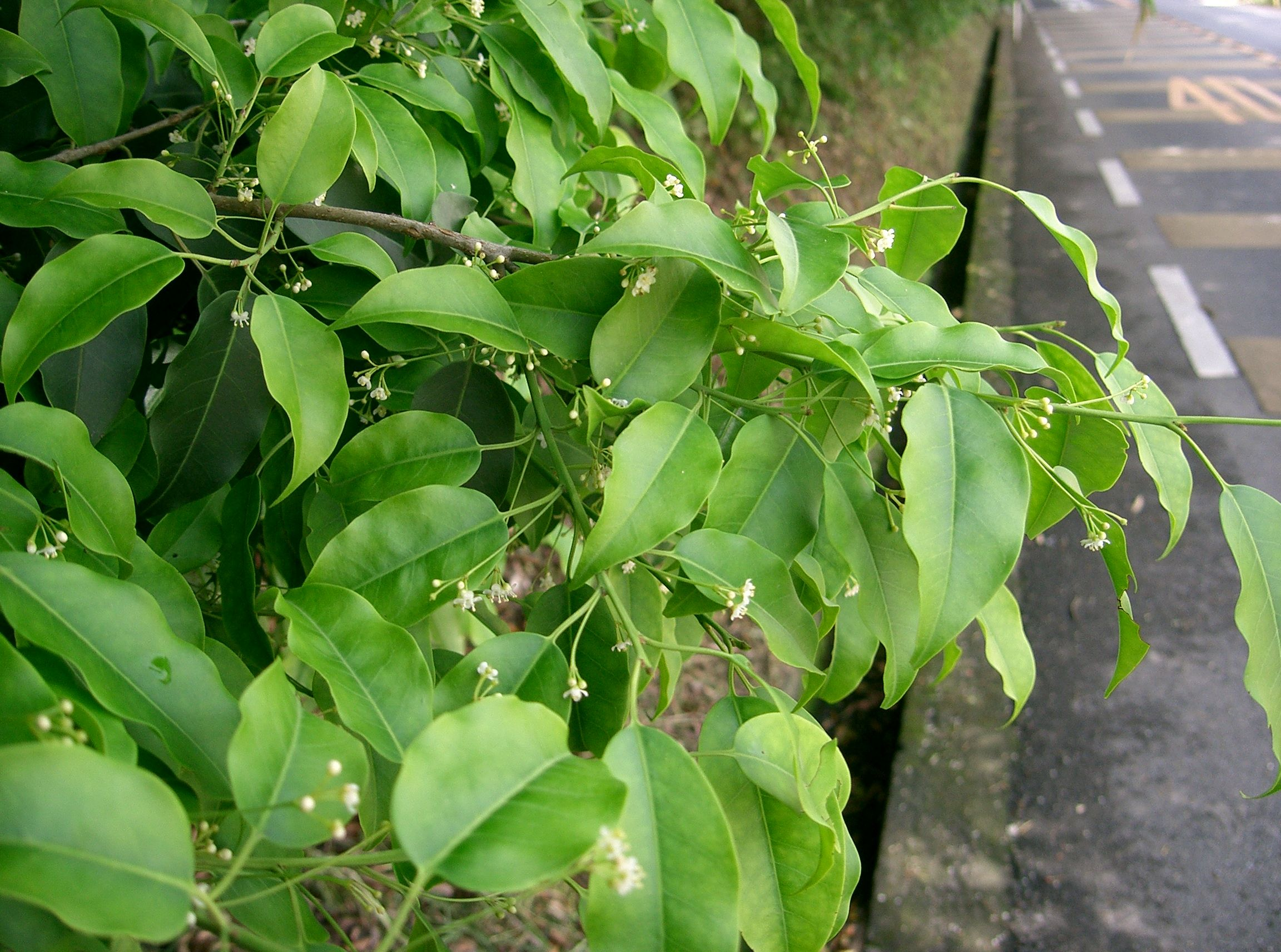
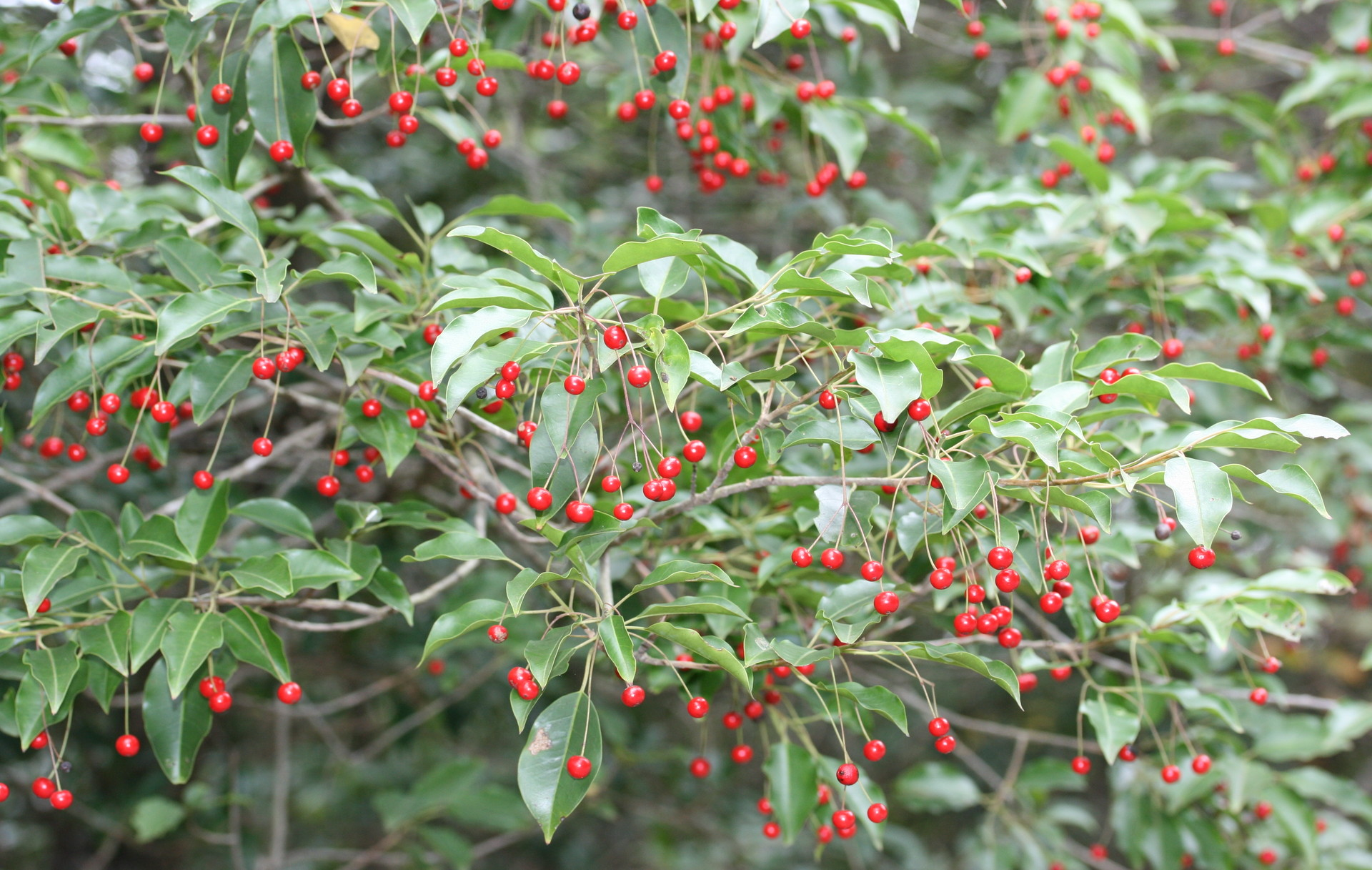
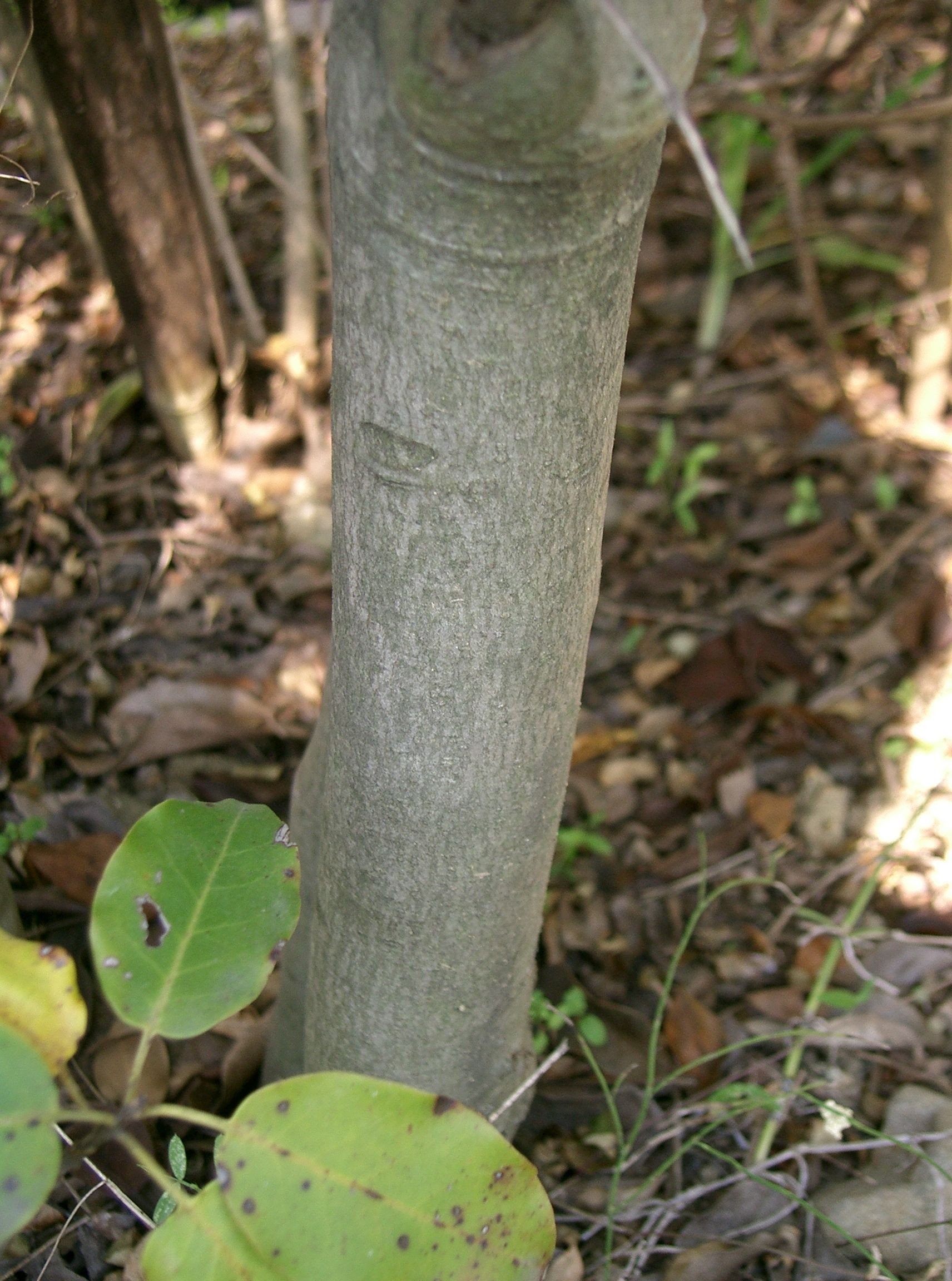
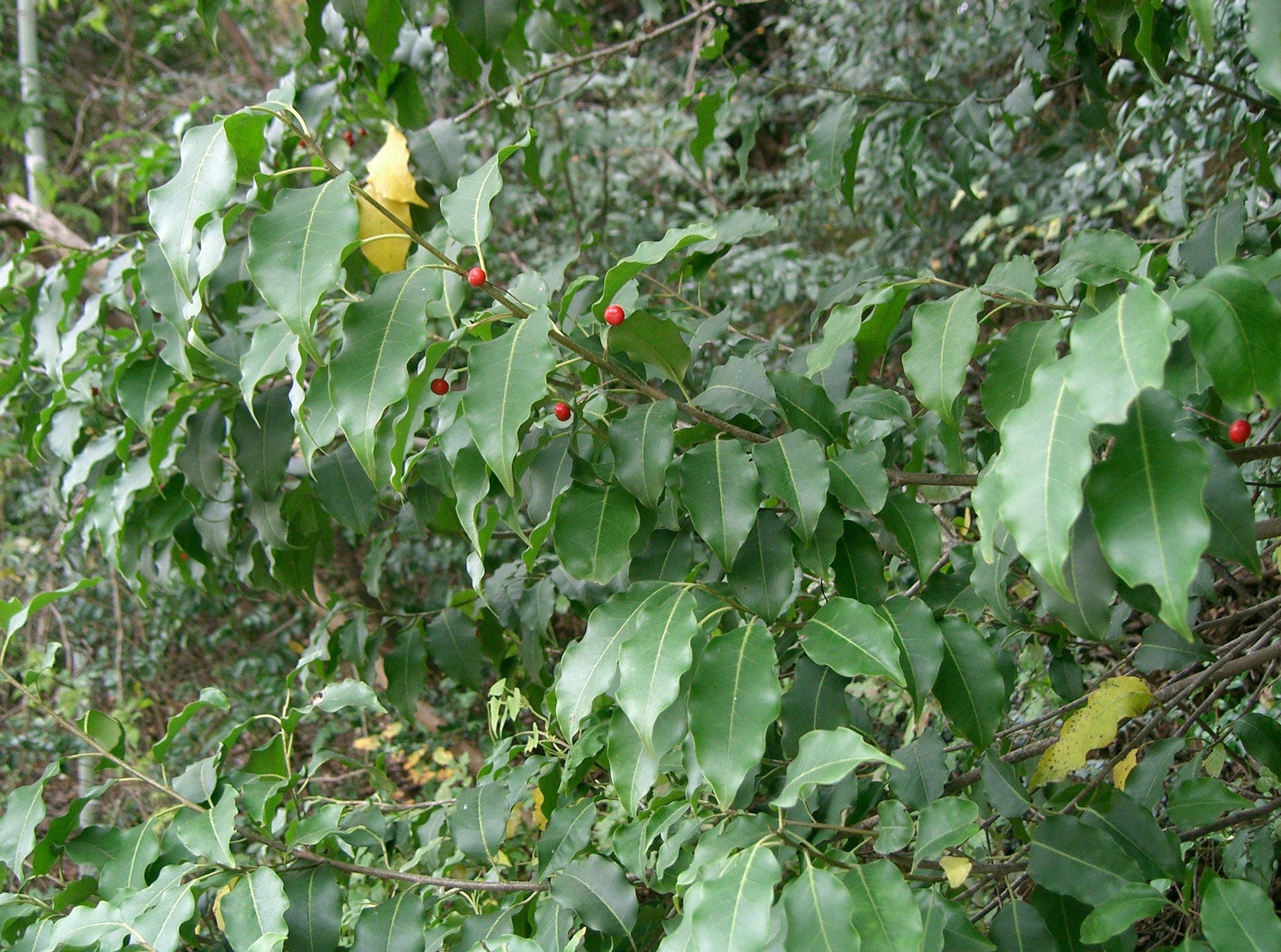